# L'Atelier
L'Atelier je francouzský dokumentární film z roku 1985, který režíroval André Téchiné. Snímek měl světovou premiéru dne 15. května 1985.

## Děj
Film zachycuje práci mladých herců v Théâtre Nanterre-Amandiers, studentů Patrice Chéreaua a Pierra Romanse, na téma párů v krizi, na texty převzaté z knih Ze života loutek od Ingmara Bergmana, Měsíce v poli od Pascala Brucknera a Běsi od Fjodora M. Dostojevského.